# Euscorpius (Zeitschrift)
Euscorpius. Occasional Publications in Scorpiology ist eine seit 2001 online erscheinende US-amerikanische Fachzeitschrift für die Biologie der Skorpione. Sie wird von den Arachnologen Victor E. Fet und Michael E. Soleglad von der Marshall University in Huntington, West Virginia herausgegeben und erscheint unregelmäßig. Bis Ende 2017 waren 254 Ausgaben erschienen.

## Selbstdarstellung
Euscorpius ist nach Angaben der Herausgeber die erste und einzige ausschließlich den Skorpionen gewidmete wissenschaftliche Zeitschrift. Von 2001 bis 2017 erschienen 254 Ausgaben mit einem Umfang von drei bis 175 Seiten, die von etwa 150 Autoren aus mehr als 30 Ländern verfasst worden sind. In diesem Zeitraum wurden die Erstbeschreibungen von mehr als 200 Arten und mehr als einem Dutzend Gattungen der Skorpione aus über 50 Ländern veröffentlicht. Hinzu kamen Veröffentlichungen zur Taxonomie der Skorpione mit teilweise sehr weitreichenden Auswirkungen. Unter den Autoren ragt neben den Herausgebern Soleglad und Fet mit jeweils mehr als fünfzig Beiträgen als Autor oder Koautor František Kovařík mit mehr als 70 Veröffentlichungen heraus.
Euscorpius nimmt für sich in Anspruch, die Möglichkeiten eines Online-Mediums zur raschen Veröffentlichung zu nutzen und dabei hohe wissenschaftliche Standards aufrechtzuerhalten. Die Zeitschrift führt als Beispiele für geeignete Themen die Systematik, Evolution, Ökologie, Biogeografie, Verhalten und allgemeine Biologie der Skorpione an und wirbt um Erstbeschreibungen, faunistische Untersuchungen, Inventare zoologischer Sammlungen und Buchbesprechungen. Eingehende Beiträge werden einem anonymen Peer-Review unterzogen.
Der Name der Zeitschrift ist von Euscorpius Thorell, 1876 abgeleitet, einer in Europa weit verbreiteten Gattung der Skorpione aus der Familie Euscorpiidae.

## Regeln der zoologischen Nomenklatur
Die Internationalen Regeln für die Zoologische Nomenklatur (ICZN) enthalten strikte Vorgaben für die Form gültiger Veröffentlichungen. Sie einzuhalten ist eine Grundvoraussetzung, um gültige Erstbeschreibungen und andere Veröffentlichungen mit Auswirkungen auf die zoologische Nomenklatur herausgeben zu können. Bis 2012 waren Online-Veröffentlichungen nicht zulässig. Daher wurde Euscorpius zeitgleich in zwei identischen Versionen veröffentlicht, online und auf CD-ROM mit jeweils eigener ISSN. Nur die CD-ROM, die beim Zoological Record, der US-amerikanischen Library of Congress und in den Bibliotheken von einem Dutzend Naturkundemuseen der ganzen Welt hinterlegt wurden, gelten als Veröffentlichungen im Sinne des ICZN.
2012 wurden Artikel 8 und einige weitere Artikel der Internationalen Regeln für die Zoologische Nomenklatur geändert. Seit 2012 sind elektronische Veröffentlichungen zulässig, Veröffentlichungen auf CD-ROM sind es hingegen seit 2013 nicht mehr. Seit Januar 2013 erscheint Euscorpius ausschließlich online. Um die im ICZN geforderte dauerhafte Verfügbarkeit zu gewährleisten, wird Euscorpius in zwei elektronischen Archiven abgelegt, bei ZooBank und auf einem Server der Marshall University in Huntington, West Virginia.

## Kontroverse
Im Dezember 2003 veröffentlichten die Herausgeber von Euscorpius, Michael E. Soleglad und Victor E. Fet, in der bis heute mit 175 Seiten umfangreichsten Nummer 11 der Zeitschrift eine Revision der oberhalb der Gattung angesiedelten Taxa der Skorpione. Sie hatten dazu eigenen Angaben zufolge eine umfassende kladistische, morphologische Analyse von 150 rezenten Arten der Skorpione aus 90 Gattungen und allen Familien durchgeführt. Die zahlreichen von ihnen durchgeführten Änderungen auf den Ebenen von Subtriben bis Kleinordnungen (parvordo), die die Synonymisierung mehrerer Familien einschlossen, führten zu heftiger Kritik von Fachkollegen.
Die von Soleglad und Fet durchgeführten Änderungen der Taxonomie der Skorpione wurden zwei Jahre später durch die Arachnologen Lorenzo Prendini und Ward C. Wheeler vom American Museum of Natural History in einem Beitrag für die Zeitschrift Cladistics aufgehoben. Der Beitrag erschien im Oktober 2005 unter dem Titel „Höhere Phylogenetik und Klassifizierung der Skorpione, taxonomische Anarchie und Standards für das Peer Review in Online-Medien“ (englisch Scorpion higher phylogeny and classification, taxonomic anarchy, and standards for peer review in online publishing). Prendini und Wheeler warfen ihren Kollegen nicht nur schwerwiegende Mängel in der Methodik und Auswertung ihrer Analyse vor, sondern auch die Anwendung von Kriterien, die auf der Vorwegnahme erwünschter Ergebnisse beruhten. Sie wiesen alle von den Arachnologen um Soleglad und Fet seit 2001 vorgenommenen Änderungen der höheren Taxonomie der Skorpione zurück. Ihre Kritik verbanden sie mit der Aussage, dass Soleglads und Fets taxonomische Änderungen einem Peer-Review in einer anerkannten wissenschaftlichen Zeitschrift nicht standgehalten hätten. Die in der kritisierten Veröffentlichung und weiteren Ausgaben von Euscorpius demonstrierte schlechte Wissenschaft bekräftige die Notwendigkeit, in dem wachsenden Bereich der Online-Medien eine Qualitätskontrolle zu etablieren. Prendini und Wheeler betonten die Bedeutung des Peer-Review für das wissenschaftliche Publizieren. Eine wesentliche Voraussetzung für ein effektives Peer-Review sei die Unabhängigkeit der Gutachter. Die sei nicht gewahrt, wenn ein Wissenschaftler der Herausgeber seiner eigenen Publikationen sei.
Sowohl die Änderungen der Taxonomie durch Soleglad und Fet im Jahr 2003 als auch deren Rücknahme durch Prendini und Wheeler erhielten mit ihrer Veröffentlichung Wirksamkeit. Nur zwei Monate später, im Dezember 2005, erschien die Nummer 31 von Euscorpius. In dieser Ausgabe bekräftigten Soleglad und Fet ihre Änderungen von 2003 und kritisierten ihrerseits, dass Prendini und Wheeler ohne jede eigene Forschungsleistung 37 höhere Taxa der Skorpione synonymisiert und weitere gravierende Änderungen der Taxonomie durchgeführt hätten. Sie widerriefen Prendinis und Wheelers Änderungen insgesamt als unbegründet.
Formal ist die letzte Veröffentlichung maßgeblich, also die Taxonomie nach Soleglad und Fet. Die Gemeinschaft der Arachnologen ist jedoch gespalten. Einer Gruppe um Soleglad und Fet, die vorrangig in Euscorpius veröffentlicht, stehen zahlreiche Arachnologen gegenüber, die Soleglads und Fets Taxonomie nicht anerkennen und ihre Forschungsergebnisse in anderen Zeitschriften veröffentlichen. In den vergangenen Jahren wurden die von Soleglad und Fet vorgenommenen Synonymisierungen einiger Familien der Skorpione in Erstbeschreibungen von Arten und anderen Veröffentlichungen wiederholt ignoriert. Eine Lösung des Konflikts ist nicht in Sicht, während Euscorpius weiter mit etwa 20 Ausgaben jährlich erscheint.